# Manager
Pour les articles homonymes, voir Manager (homonymie).
 (novembre 2014).
Un manager, ou manageur (gérant au Canada francophone), est un cadre qui a une responsabilité dans une entreprise : soit au sein d'une équipe de direction (on parle alors de « cadre dirigeant »), soit à la tête d'une équipe projet ou d'une équipe de proximité, etc. (c'est alors un manageur intermédiaire).

## Synonymes francophones
Le vocabulaire français dispose d'une grande diversité de termes pour exprimer finement la notion anglophone de manager, parmi lesquels : gérant, gestionnaire, dirigeant, directeur ou directrice, responsable, cadre, administrateur ou administratrice, chef de service, chef d'équipe, entraîneur, chef de projet.

## Étymologie et histoire
Le mot vient de l'américain qui l'a emprunté à l'italien, il a cependant beaucoup évolué au fil du temps et ses significations n'ont que peu de rapports avec le management. Son premier emploi en français est comme synonyme d'imprésario et d'entraîneur sportif.
Dans les années 1970, sous l'influence de la littérature américaine et de l'adoption du mot  « management », il devient synonyme de « grand patron ». Progressivement, après guerre, avec l'expansion du nombre de travailleurs qualifiés, il devient, dans la langue française, la signification de cadre. L'évolution des postures de cadre à manager ne se fait pas sans transformation identitaire (Cristol, 2010). Dans les années 2000, il s'applique à la ligne d'encadrement intermédiaire. Il devient parfois synonyme de « contremaître ».

## Idées reçues
Henry Mintzberg fait l'inventaire des nombreuses idées reçues concernant les manageurs :
- Il serait un planificateur réfléchi et systématique ;
- Il s'appuierait sur la synthèse d'informations obtenues grâce à un dispositif formel ;
- Le management, ce serait avant tout des relations entre un « supérieur » et ses « subordonnées » ;
- Il exercerait un contrôle étroit sur son emploi du temps, ses activités et son équipe [5].

## Tâches
Pour Mintzberg, le manageur n'a pas de tâches routinières à exécuter. Le manager est une personne qui, selon sa position dans l'organisme, dispose d'une autorité nécessaire et des moyens appropriés pour organiser le travail et coordonner les actions individuelles.
Stratégique ou opérationnel, il assure la gestion de l’information au sein de l’organisation mais aussi la gestion d'équipe et du changement.

### Information
Lien entre la hiérarchie et l’opérationnel, le manageur est le relais de l’information descendante, ascendante, et transversale. Il relaie ainsi la vision stratégique et s’assure de sa transformation opérationnelle. Dans l’autre sens, il déploie les processus techniques et administratifs (organise, contrôle, reporte). Enfin, il s’assure de la bonne marche de son équipe dans le contexte global de l’entreprise et de son environnement (autres services, fournisseurs, partenaires, clients).
Au cœur des différents canaux d’information, la posture du manageur est déterminée par plusieurs facteurs comme la nature et le modèle économique de l’organisation, la construction identitaire et le parcours, la nature opérationnelle ou économique des objectifs à atteindre. Cette posture vient déterminer son degré de coopération et d’engagement auprès de chaque partie.

### Contrôle de l'équipe
La vision la plus courante du manageur est qu'il est le gestionnaire de son équipe et des hommes et des femmes qui la composent. Il anime et pilote son équipe sur deux plans : le plan collectif et le plan individuel.
Sur le plan collectif, il s’assure de la transmission d’un même niveau d’information, de l’équité au sein de l’équipe, de la cohésion et de la réalisation des objectifs collectifs à court, moyen et long terme. Sur le plan individuel, il est à la fois interlocuteur fonctionnel et interlocuteur hiérarchique. Il prend ainsi en charge les neuf entretiens ou séquences relatifs à l’opérationnel : fixer des objectifs, déléguer, contrôler, débriefer et coacher, remotiver, négocier, recadrer, dire non et féliciter. Il prend également en charge les temps consacrés à la carrière et la montée en compétences du salarié : entretien annuel et entretien professionnel.
Il peut être désigné comme manager de proximité.

### Changement
Véritable pivot de l’information, le manager est aussi acteur du changement. Parmi les mutations organisationnelles, on peut citer quatre évolutions majeures que le manageur doit accompagner et intégrer :
- La généralisation des projets transverses qui mobilisent et mêlent des métiers, cultures et processus différents
- L’utilisation de systèmes d’information de plus en plus performants qui fluidifie les échanges et la remontée d’indicateurs
- La place prépondérante de la relation client interne et externe qui modifie les modèles de communication et de marketing des ressources humaines
- Le déploiement de nouveaux modèles d'entreprise (business models) et de nouvelles stratégies liées à Internet et aux nouvelles technologies

## Rôles
La profession de manageur sous-entend plusieurs rôles.
- Les rôles interpersonnels, qui sont généralement trois rôles sont issus de la notion d'autorité[6] : la figure de proue, le leader, et l'agent de liaison.
- Les rôles liés à l'information : observateur, actif, diffuseur, et porte-Parole
- Les rôles décisionnels  : entrepreneur, régulateur (gérer les troubles, les dysfonctionnements), répartisseur de ressources, négociateur (discuter entre les différents partenaires internes et externes).